# 台鐵柴油客車
台鐵柴油客車，亦稱DRC（Diesel Rail Car）是指臺灣鐵路管理局轄內，以柴油引擎為動力，驅動車輪行走且無需編組行駛的動力客車（單節即可運行），台鐵部份官方名稱為「機動車」（如會計科目），惟大多數資料仍稱柴油客車；至於一般鐵道車輛分類中則將該系列的車型定為「自走客車」。

## 簡介
雖說本類型中的柴油客車與台鐵柴聯車不盡相同，但事實上，台鐵部分統計資訊，都將柴聯車納入柴油客車。另外，自2006年起，台鐵將某部分老舊停用，但具有文化價值之柴油客車補列為「陳列柴客」，陳列地點為台鐵花蓮車站旁。
若不包含柴聯車，台鐵柴油客車現有DR1000型（DRC1000型）、DR2050型、DR2510型、DR2700型。過去台灣鐵路史上曾有同類型的車種，型式為DR1000型與DR1010型（這兩型和台鐵現今使用DR1000型不同且沒關連）、DR2100型、DR2200型、DR2300型、DR2400型、DR2500型、DR2600型等柴油自走客車。
絕大部分的柴油客車，其維修的台鐵後勤單位分為台鐵花蓮機廠以及台鐵高雄機廠，其中以行駛支線的DR1000型使用率最高，該車型的營運車種等級原設定為復興號，但在2006年11月1日進行改點時，DR1000型行駛的班次車種設定已改為“區間車”等級。2005年時，不包含柴聯車在內的單節型柴油客車約行駛了3,480,000機車公里。

## DR1000型
台鐵在1998年淘汰西部幹線無空調的普通車後，也將車齡均已超過60年以上的無空調柴油客車DR2100型到DR2400型全數淘汰。新採購的柴油客車，為DR1000型，具有全車廂空調，營運車種起初定為「冷氣柴客」，後來改為區間車，專於平溪、內灣、集集各支線行駛，各支線並結合主線之部分區間來回行駛，1998年12月開始營運。

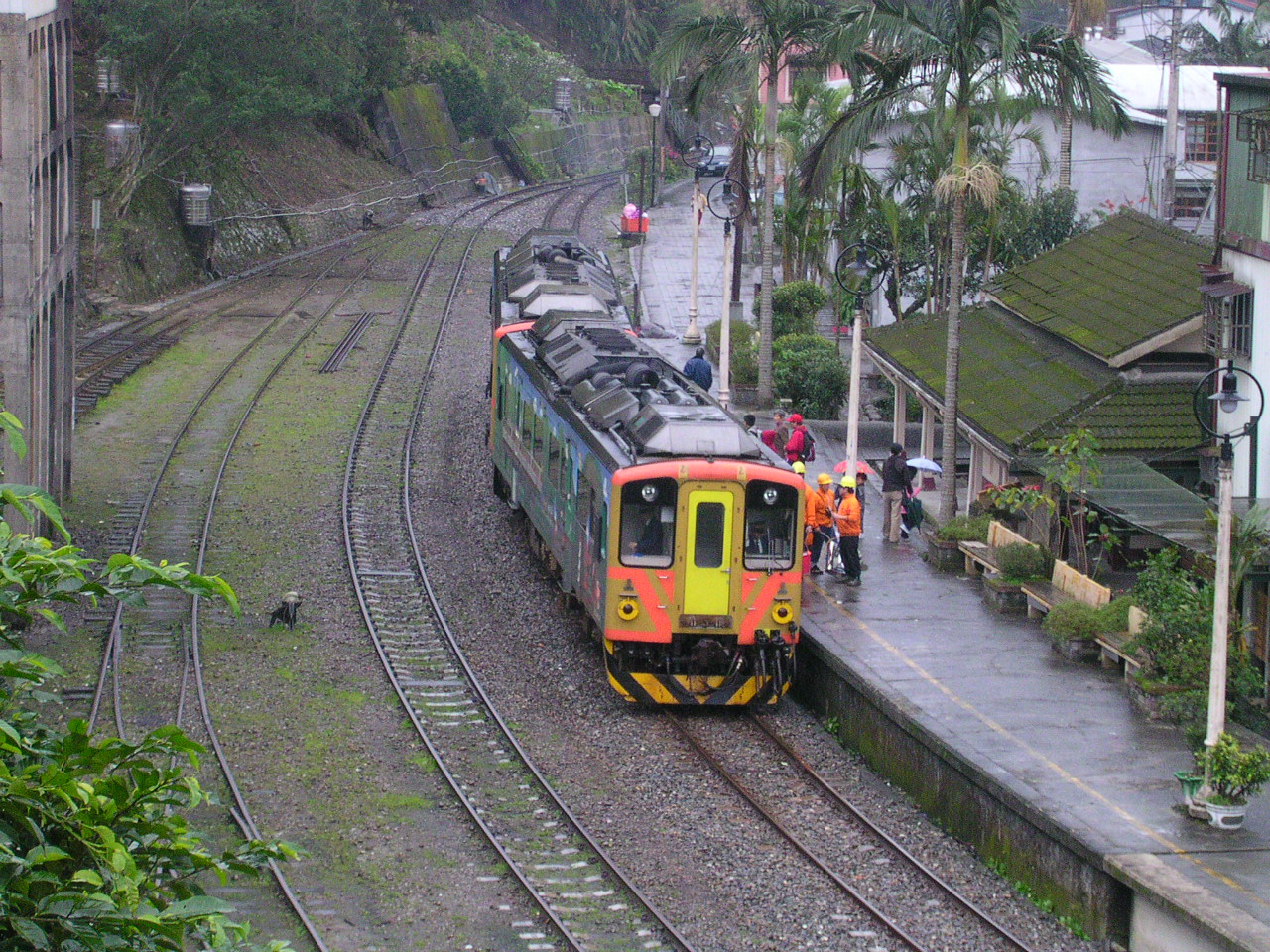
平溪線的DR1000型
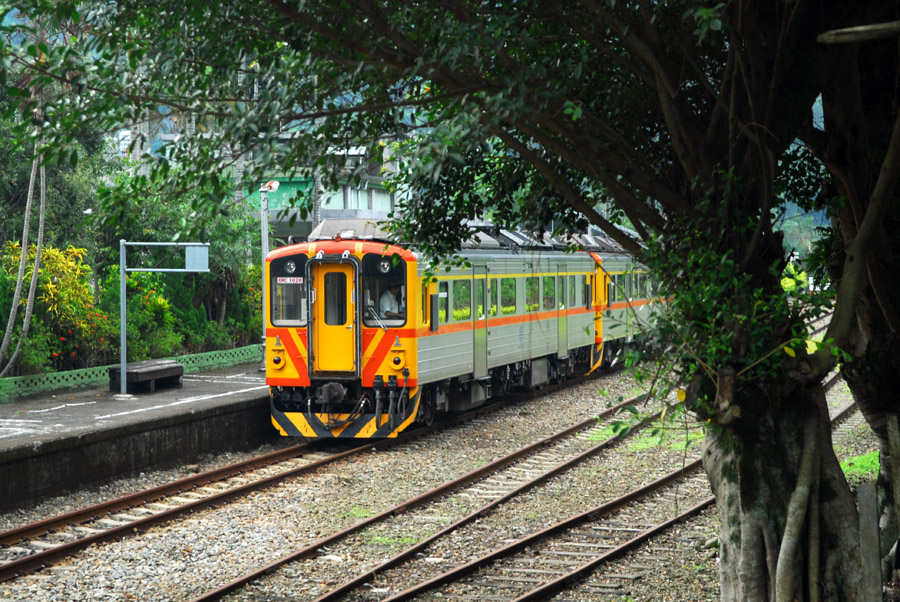
內灣線的DR1000型
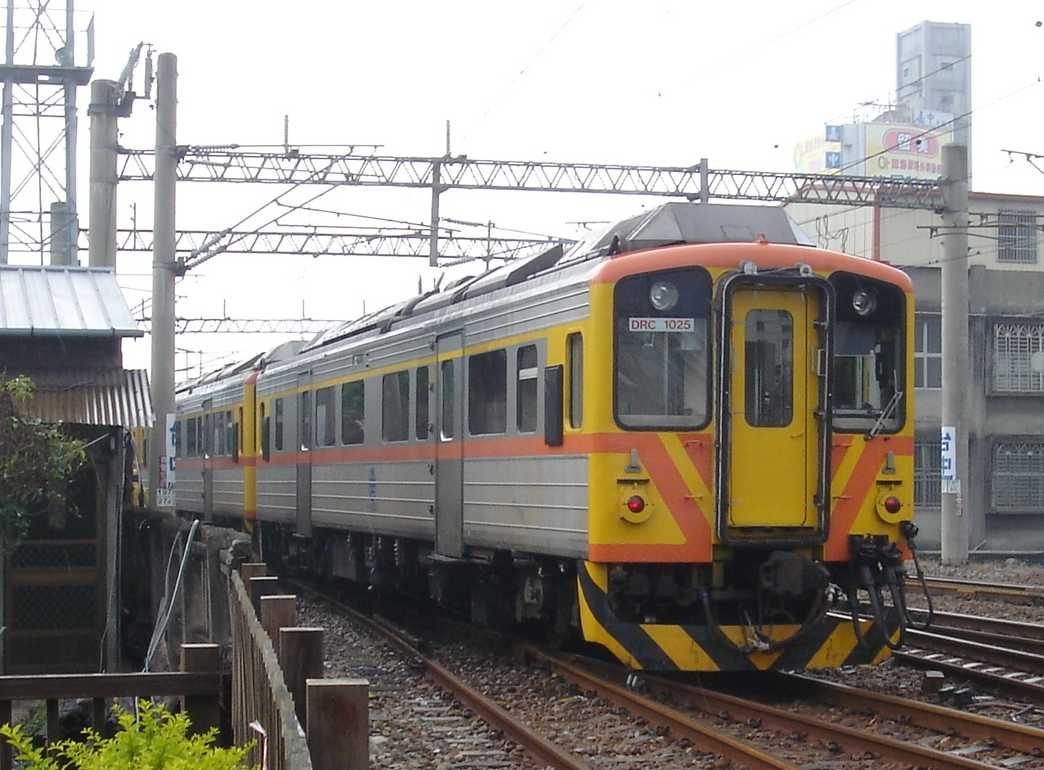
西部幹線的DR1000型
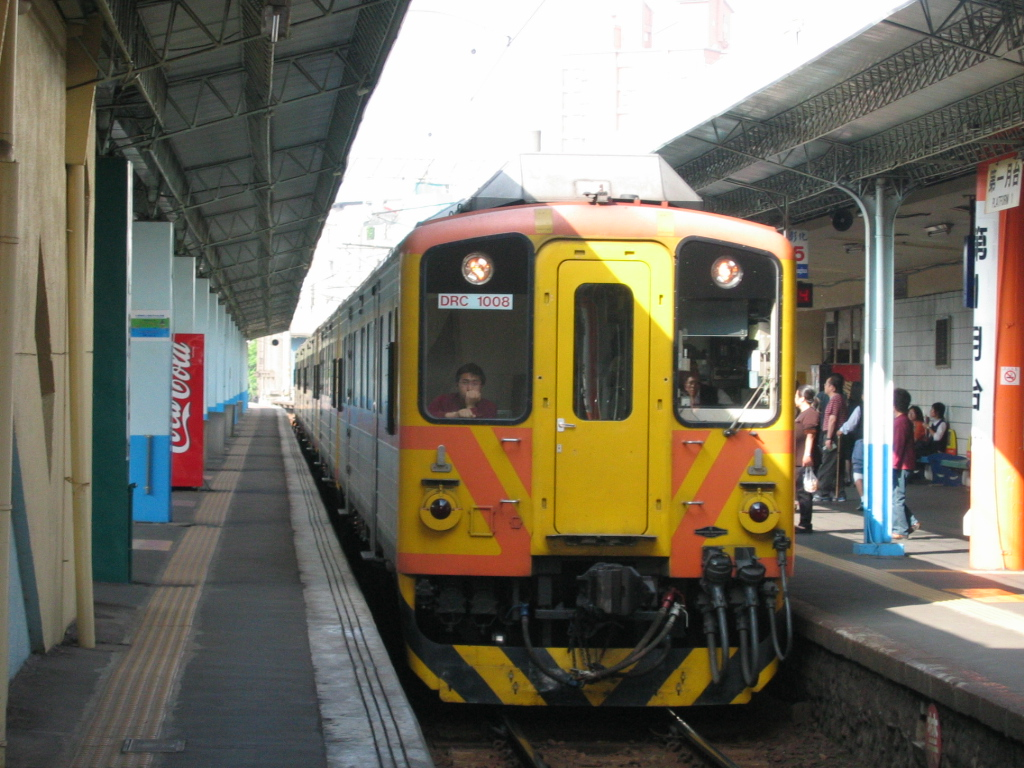
彰化車站的DR1000型
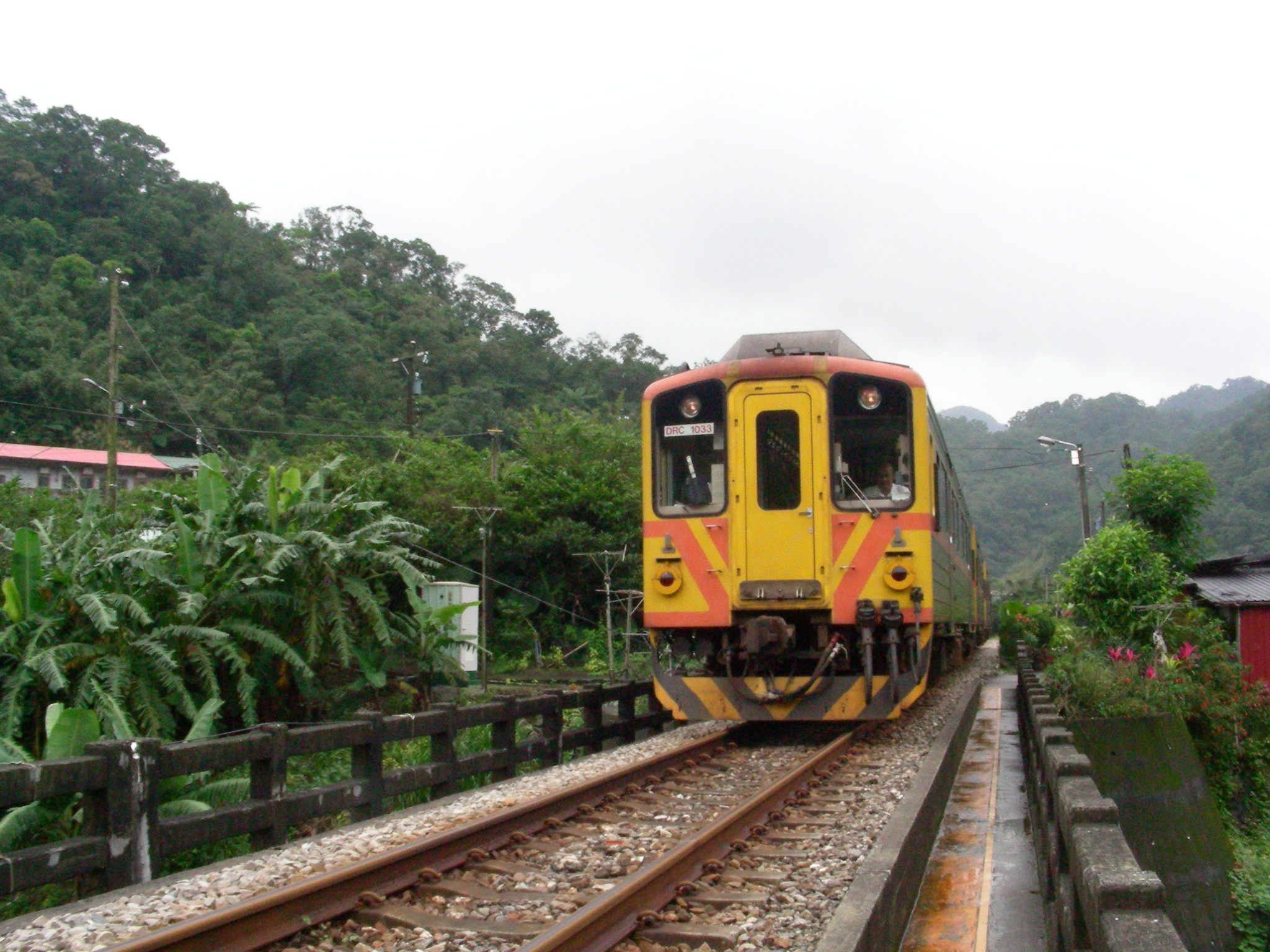
平溪線的DR1000型
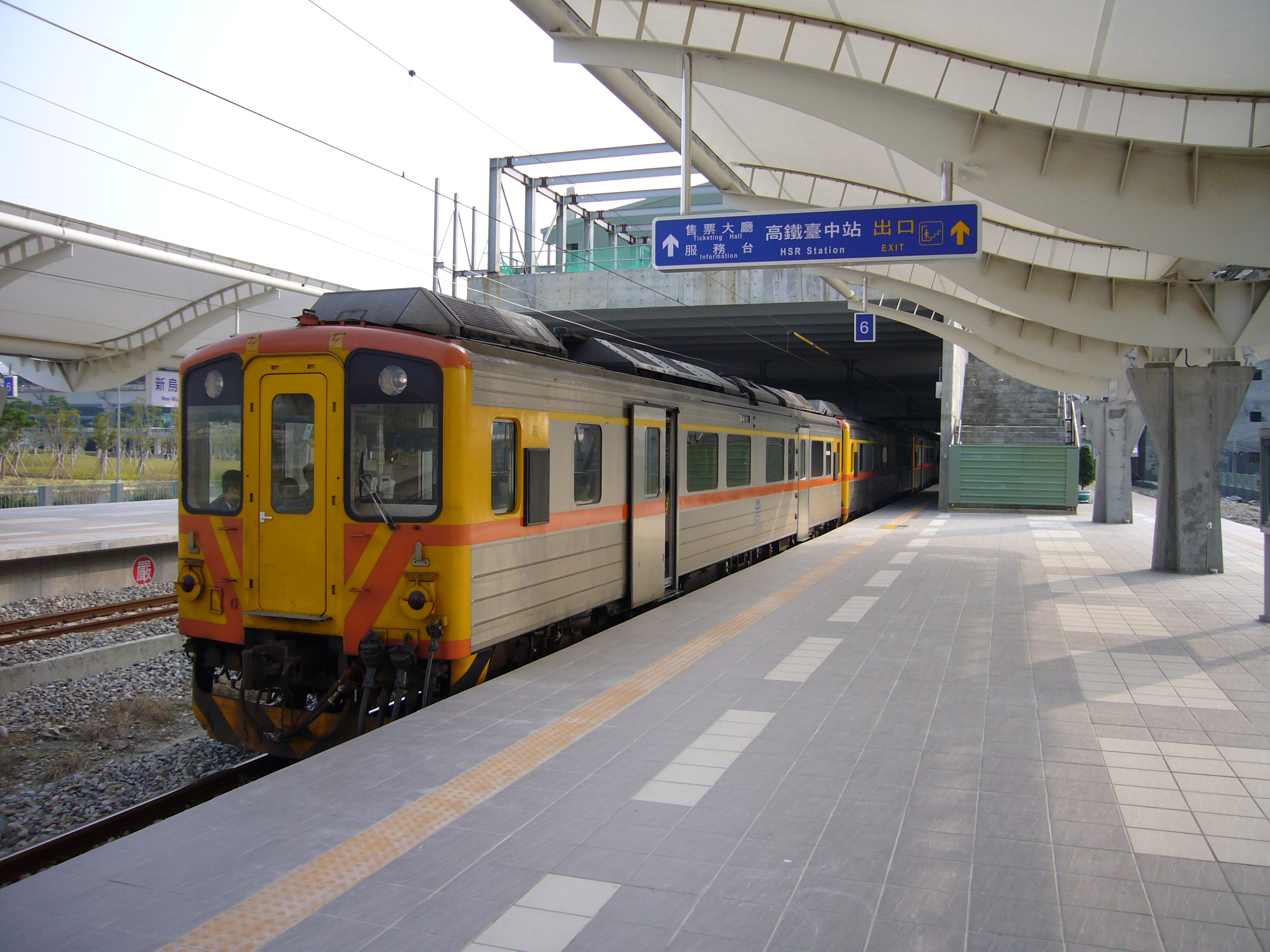
新烏日站的DR1000型
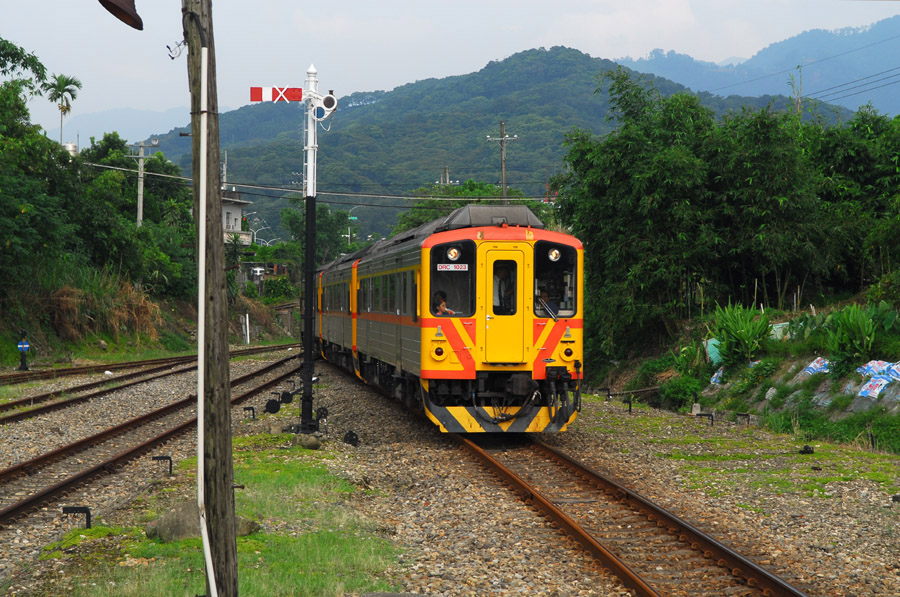
內灣線的DR1000型

- 製造商：日本車輛
- 最高時速：110km/hr
- 輛數：36輛
- 編號末兩位為3的倍數者為身障車廂，但因數量不足，未有固定配置
- DRC1036改為DSC1001（鐵路局長專用車，被暱稱為台鐵一號）
- 因為和作為自強號列車使用的DR3100型外觀很像，被一些鐵道迷稱為「支線小自強」
- 車輛曾配合平溪線、內灣線、集集線三條支線當地的主題特性，製作專屬的車體彩繪塗裝
- 曾經支援由桃園縣政府租用之林口線通勤客運業務
- 諸元：
  - 車種：柴油客車
  - 型式：45DR1000
  - 車籍：45DRC1001－45DRC1035，45DSC1001（45DRC1036）
  - 皮重：39.81公噸
  - 座位：53/90
  - 長寬高：19,774 mm／2,690 mm／3,890 mm
  - 最高車速：110 km/hr
  - 單節最大馬力：345匹
- 主要運用區間
  - 縱貫線（彰化站到二水站）
  - 宜蘭線（八堵站到三貂嶺站）
  - 平溪線
  - 深澳線
  - 內灣線
  - 集集線
  - 林口線（已停駛）
- 備註：台鐵過去也曾有DR1000的型號（DR1000初代），運用年代相隔久遠且無關聯。

## DR2000型

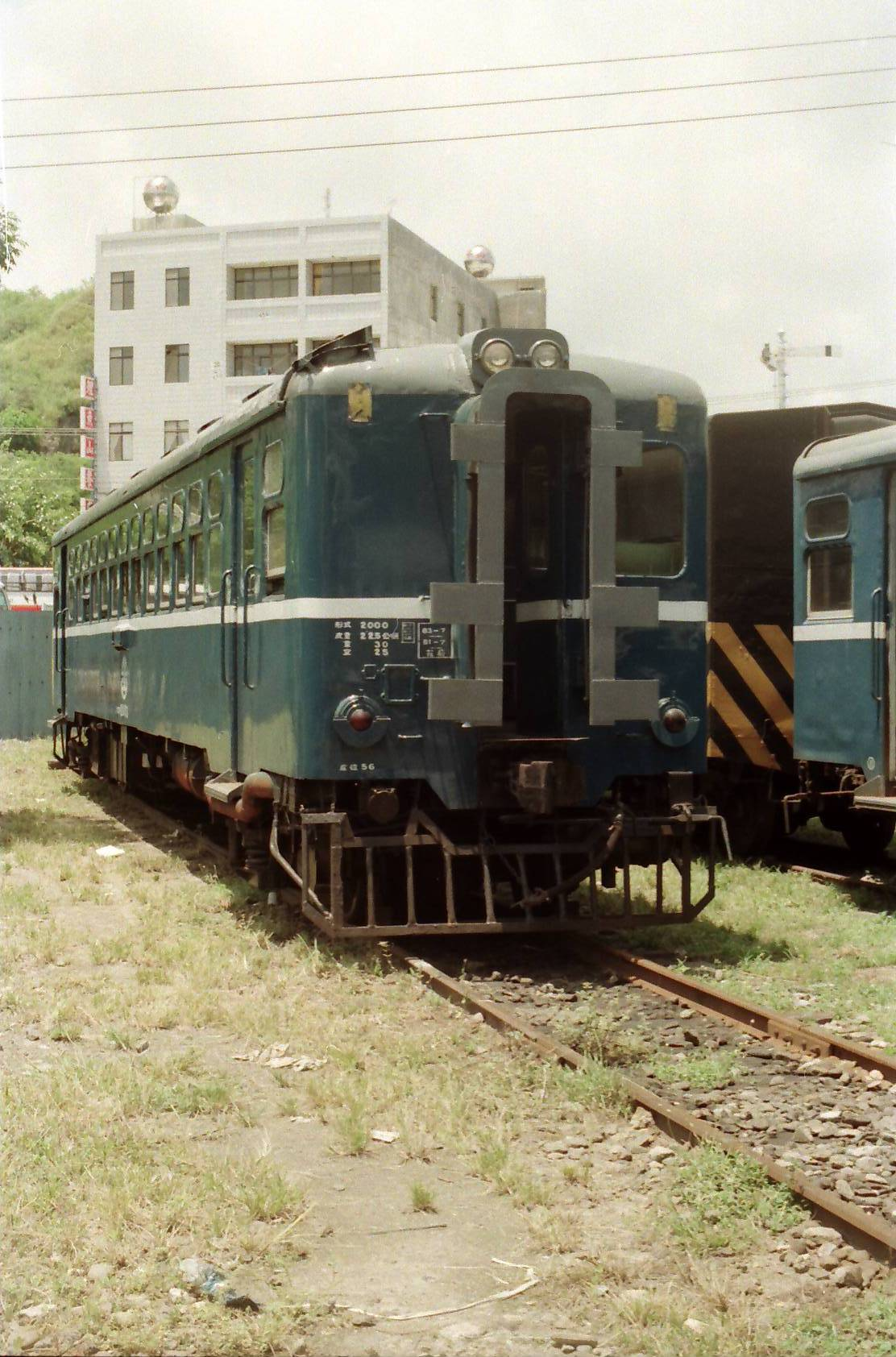
早年花東線的DR2000型

## DR2100型與DR2200型

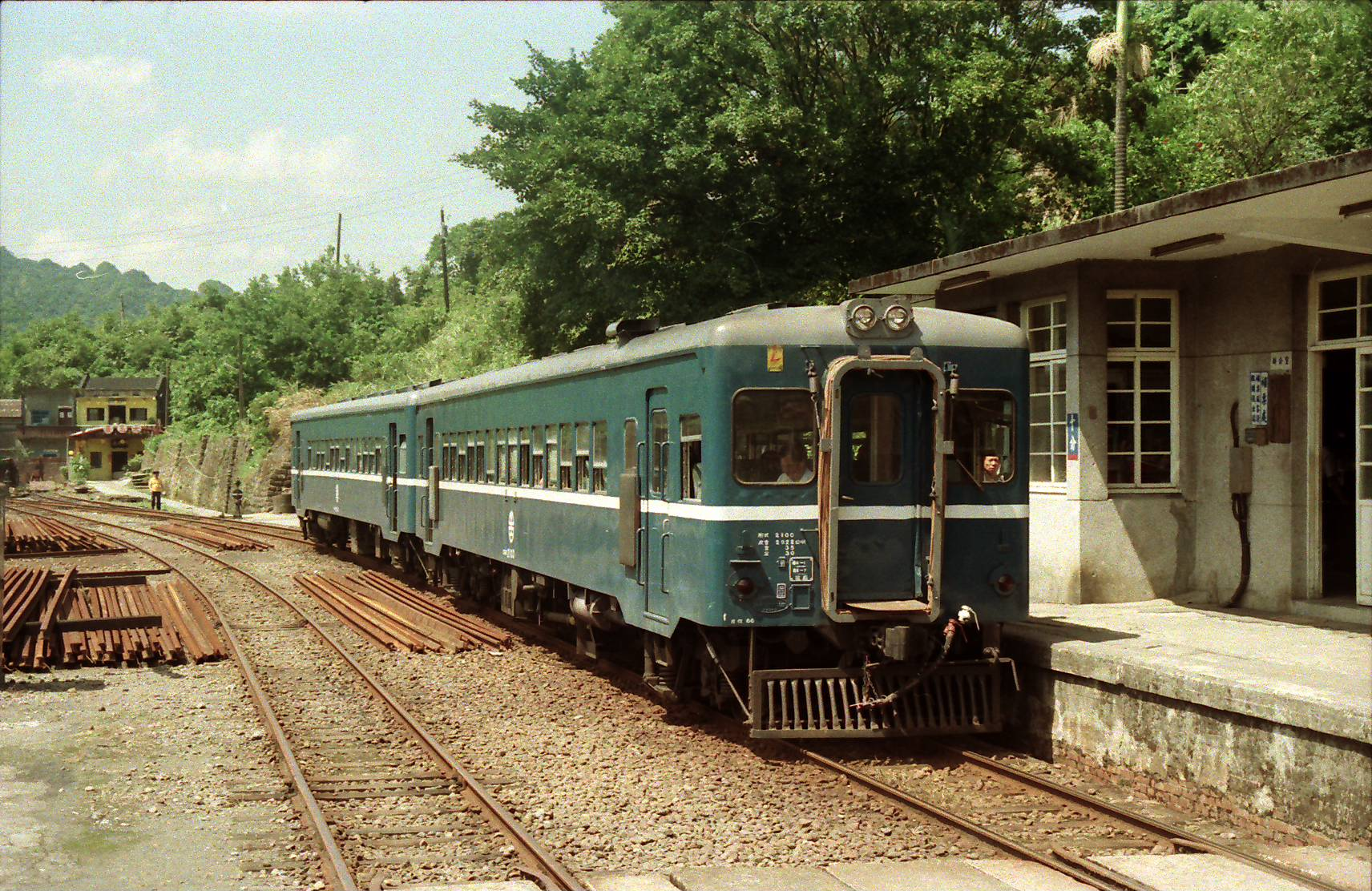
平溪線的DR2100型
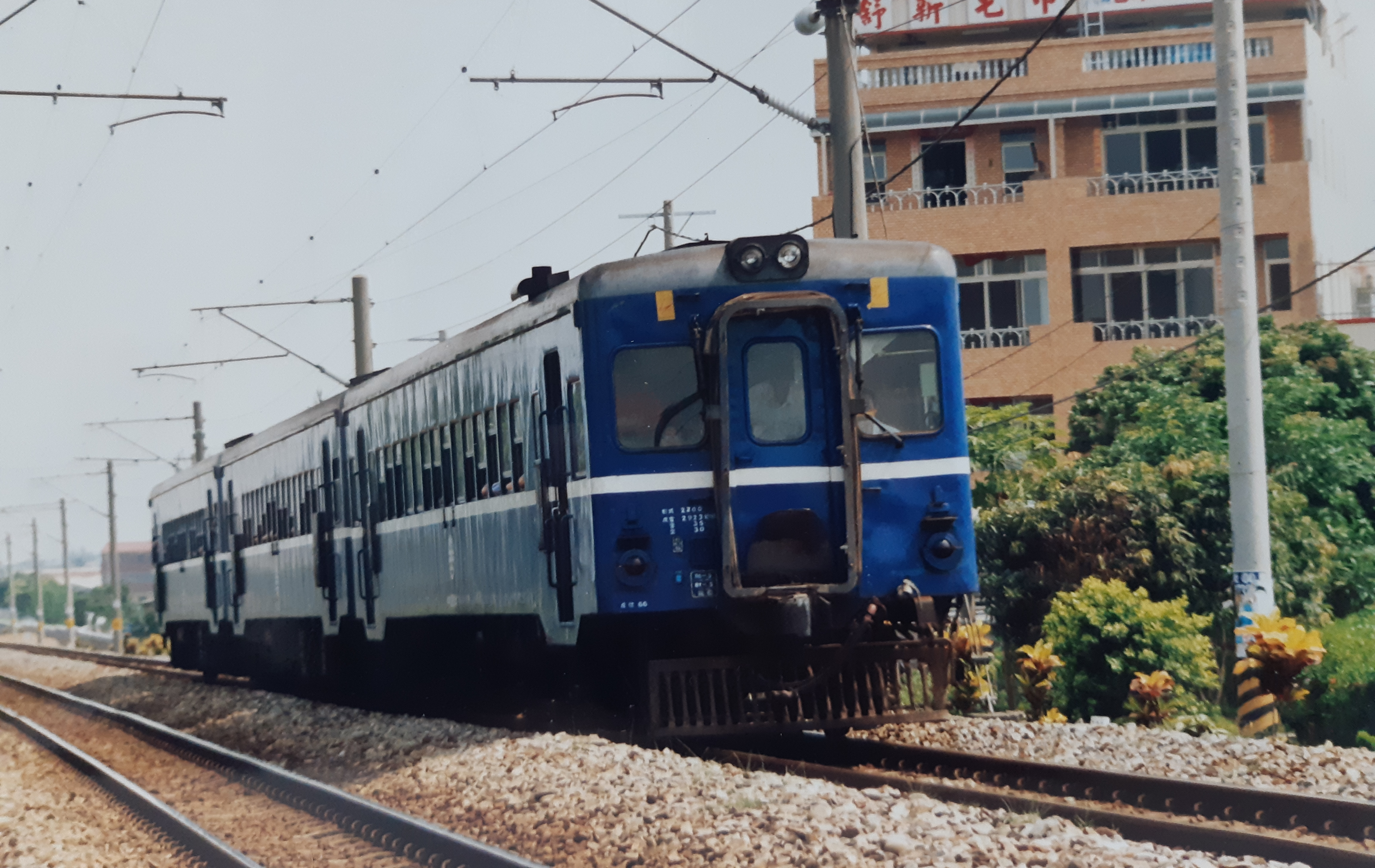
縱貫線的DR2200型（行駛集集線班次）

## DR2510型
- 1991年
- 台灣唐榮鐵工廠製
- 固敏式NT855-R4引擎

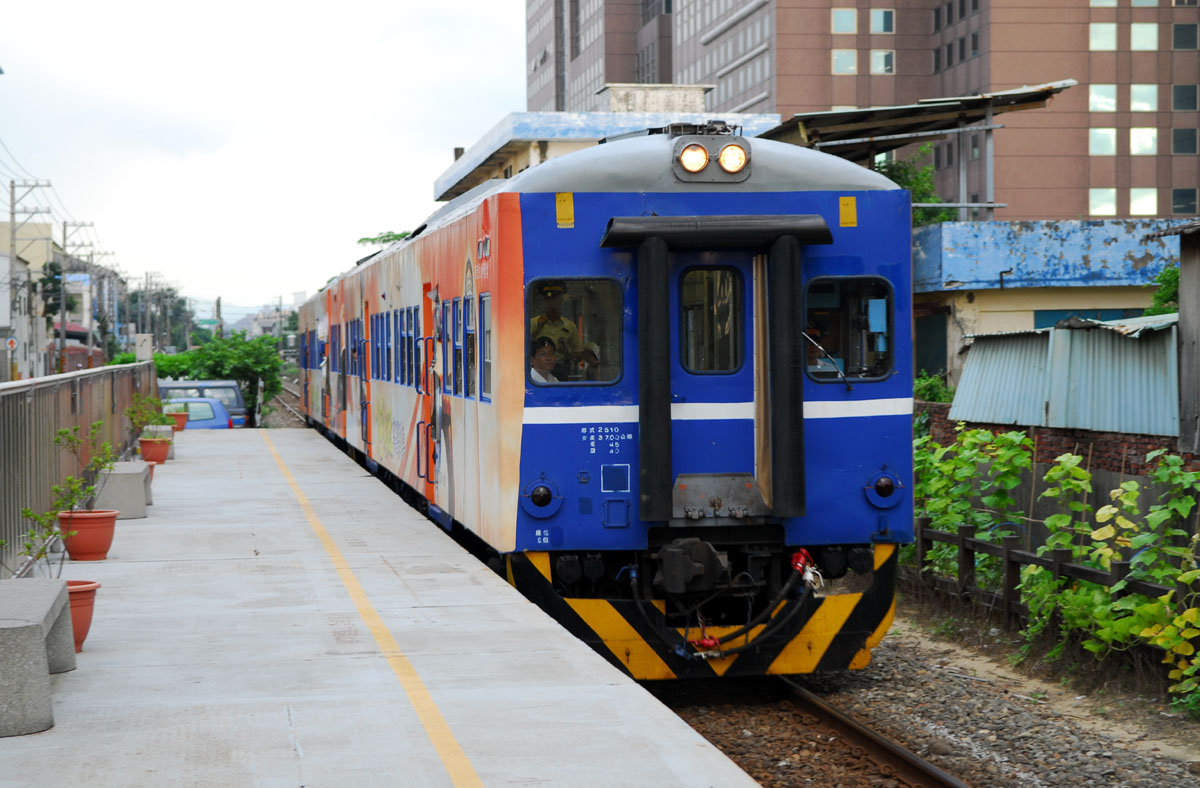
林口線的DR2510型

- 長寬高：20,000 mm／2,900 mm／3,975 mm
- 110 km/hr
- 有DR2511及DR2512共2輛，之後因零件特殊與成本過高等問題不再生產
- 曾安排行駛南迴線，亦曾短暫行駛過支線，但因為待料過久由普快車替換，支線則由DR1000型取代。
- 於2006年1月1日起行駛於台鐵林口線，但時常因故障停用待料（桃園縣政府租用本車於林口支線開辦免費客運，被稱為桃林鐵路）之後使用DR1000型取代之。
- 依據台灣鐵路管理局93年10月27日鐵機行字第0930025924號函，DR2511號柴油客車因變速總成待料，短期內修復困難，自93年10月1日起暫改為第二種停用車。[2]
- 2012年十月DR2511及DR2512兩輛車被迴送至台鐵台東機務分段停放。
- 2014年配合參與八月7~9日共三天《仲夏寶島號》CT273蒸汽機車活動專列運用而進廠修復。
- 因車況不佳目前再度處於停用狀態。